# موصلو
موصلو (حرفيًا من موصل؛ بالأذرية: Mosullu؛ بالتركية: Musullu) كانت واحدة من أكثر القبائل التركية نشاطًا والتي عملت خلال دولة آق قويونلو والدولة الصفوية. في عهد الدولة الصفوية، كانت إحدى القبائل التركمانية التي شكلت قبائل القزلباش. قبيلة الموصل، والتي يشار إليها عادة باسم التركمان في الدولة الصفوية، نشأت في منطقة الموصل.